# 浪珠乡
浪珠乡，是中华人民共和国四川省凉山彝族自治州布拖县曾经下辖的一个乡。2021年1月12日，撤销浪珠乡，其所属行政区域为拉果乡的行政区域。

## 行政区划
浪珠乡撤销前下辖以下地区：
报戈村和古木村。